# Amtsgericht Monheim
Das Amtsgericht Monheim war ein von 1879 bis 1959 existierendes bayerisches Gericht der ordentlichen Gerichtsbarkeit mit Sitz im schwäbischen Monheim.
Anlässlich der Einführung des Gerichtsverfassungsgesetzes am 1. Oktober 1879 kam es zur Errichtung eines Amtsgerichts in Monheim, dessen Bezirk aus den Gemeinden Ammerfeld, Blossenau, Burgmannshofen, Daiting, Emskeim, Ensfeld, Flotzheim, Fünfstetten, Gansheim, Gosheim, Graisbach, Gundelsheim, Hagau, Hochfeld, Huisheim, Itzing, Kölburg, Marxheim, Möhren, Monheim, Natterholz, Neuhausen, Nußbühl, Otting, Rehau, Ried, Rögling, Schweinspoint, Tagmersheim, Warching, Weilheim, Wemding, Wittesheim, Wolferstadt und Zwerchstraß vom vorherigen Landgerichtsbezirk Monheim gebildet wurde.
Die nächsthöhere Instanz war bis zum 1. Oktober 1944 das Landgericht Eichstätt, danach das Landgericht Augsburg.
Nachdem das Amtsgericht Monheim gegen Ende des Zweiten Weltkrieges zur Zweigstelle des Amtsgerichts Donauwörth herabgestuft und diese Maßnahme im Jahre 1956 bestätigt worden war, erfolgte am 1. Juli 1959 die Aufhebung dieser Zweigstelle durch Verordnung des Bayerischen Staatsministers der Justiz.
Das Amtsgericht hatte seinen Sitz im Schloss Monheim.